# Bart Funk
Bart Funk (Ede, 10 juli 1917 – Oisterwijk, 13 september 1989) was een Nederlands politicus van de KVP.
Hij werd geboren als zoon van Bart Funk sr. (1878-1939; legerofficier) en Johanna Maurer (1879-1929). Zelf begon hij zijn ambtelijke carrière in augustus 1936 als volontair bij de gemeentesecretarie van Bergen op Zoom. In 1939 trad hij in dienst bij de gemeente Tiel om twee jaar later over te stappen naar de gemeente Middelburg. In september 1946 werd Funk benoemd tot burgemeester van Heinkenszand en in oktober 1952 volgde zijn benoeming tot burgemeester van Oudenbosch. Daarna was hij van oktober 1965 tot zijn pensionering in augustus 1982 burgemeester van Oisterwijk. Funk overleed in 1989 op 72-jarige leeftijd.